# Фату-Хива
Фату-Хива (фр. Fatu Hiva) — самый южный остров архипелага Маркизские острова.

## География
Площадь острова 84 км², самая высокая точка — гора Тауауохо, высота над уровнем моря — 960 метров. Сам остров сформирован двумя вулканическими пиками.

## История
На Фату-Хива сохранились древние деревянные здания, построенные ещё до прихода европейцев, а также скала с петроглифами.

## Административное деление
Сегодня Фату-Хива является административным центром коммуны, включающей в себя также атолл Моту-Нао.
| Остров или риф    | Площадь суши, км² | Площадь лагуны, км² | Население, чел. (2007) | Административный центр |
| ----------------- | ----------------- | ------------------- | ---------------------- | ---------------------- |
| Фату-Хива         | 84                | —                   | 587                    | Ханававе               |
| Моту-Нао          | 0,01              | —                   | —                      | —                      |
| Коммуна Фату-Хива | 84,01             | —                   | 587                    | Ханававе               |

## Население
На острове проживают в основном полинезийцы, по данным 2007 года — 587 человек в трёх деревнях: Ханававе, Омоа и Уя.

## Интересные факты
Всемирную известность остров получил благодаря Туру Хейердалу, совершившему в 1937—1938 годах свою первую экспедицию именно на Фату-Хива и написавшему книгу «Фату-Хива: возвращение к природе».